# Javier Sansó
Javier Sansó, né le 2 avril 1969 à Palma de Majorque, est un navigateur et skipper professionnel espagnol. Il est surnommé « Bubi ».

## Biographie
En 2000, Javier Sansó prend part à la quatrième édition du Vendée Globe sur Old Spice, plan Texedo et Canberra de 1992. Il abandonne après 42 jours de mer en raison de la casse d'un de ses safrans.
Il prend part à l'édition 2003 de la Transat Jacques-Vabre avec Charles Hedrich sur Objectif 3 mais est contraint à l'abandon lorsqu'ils démâtent au large d'Ouessant.
Il prend part à l'édition 2012-2013 du Vendée Globe mais chavire (rupture de quille) le 3 février 2013 à 360 milles au sud de São Miguel aux Açores lors de sa remontée de l'Atlantique. Réfugié dans son canot de survie, Il est secouru douze heures plus tard par le service de sauvetage maritime portugais.

## Palmarès
- 2012 :
  - Participation au Vendée Globe 2012-2013
- 2009 :
  - 3e de la Transat Jacques-Vabre avec Mike Golding sur Mike Golding Yacht Racing
  - 1er de la classe Maxi C de l'Hublot PalmaVela sur Lizard of Cornwall[4]
- 2007 :
  - 5e de la Fastnet Race sur Mutua Madrileña avec Pachi Rivero
  - 4e de la Barcelona World Race sur Mutua Madrileña avec Pachi Rivero
- 2003 :
  - Participation à la  Transat Jacques-Vabre
- 2001 :
  - 4e de l'EDS Atlantic Challenge[5] sur Gartmore[6]
  - 4e de la Transat Jacques-Vabre sur SME-Négocéane avec Éric Dumont
- 2000 :
  - Participation au Vendée Globe 2000-2001